# 马其顿人 (希腊人)
马其顿人（羅馬化：Makedónes），又称希腊马其顿人或马其顿希腊人，是指来自馬其頓地區——特别是希腊马其顿的希臘人。如今，大多数马其顿人居住在希腊马其顿首府塞萨洛尼基及其周边地区，此外亦有许多马其顿人散居在希腊各地和海外。